# Bwin
bwinは、ビーウィン・パーティー・デジタル・エンターテインメントが展開するブックメーカーのことである。本社はジブラルタルにある。2011年にPartyPoker.comと合併した。bwinは、サッカーをはじめとするスポーツの賭けやオンラインカジノを運営している。

## 沿革
bwinは1997年に会社設立したブックメーカーである。会社設立時の従業員は12人。2006年までは「betandwin」という正式名称であった。1998年に自社初のオンラインギャンブルサイトを立ち上げ、成長を続けるオンラインでのスポーツくじに注力した。試合中にも賭けられるシステムを開発し成功した。2000年3月にウィーン証券取引所へ上場。